# 心慌·心郁·逐個捉
《心慌·心郁·逐個捉》（Summer Heat），是香港無綫電視時裝劇集，由滕麗名及馬德鐘領銜主演，監製為潘嘉德 。
此劇在2005年9月5日至12月17日期間於銀河衛視旗下的tvbE首播，其後在2006年6月13日至7月8日期間於翡翠台深夜時段首播。
本劇為無線電視海外首發劇集之一。

## 演員表

### 水家
| 演員   | 角色   | 暱稱／關係                                                                                     |
| 郭 鋒  | 水偉才 | 才伯，才哥(紀德嫻，紀賢淑專用) 水寧之父 紀賢淑之前男友 被紀德嫻暗戀 一度被以為在遊艇爆炸中死去 |
| 滕麗名 | 水 寧  | Celine，阿寧 金融投資顧問 劉可發之女友，後分手 程乃海之女友                                    |

### 涌尾村
| 演員   | 角色   | 暱稱／關係                                                                    |
| 馬德鐘 | 程乃海 | 阿海，海哥 村長 紀賢淑之子 紀德嫻之姨甥 水寧之男友 被賈婉君暗戀               |
| 莫家堯 | 程友仁 | 阿仁 程友薏之兄 暗戀Vivian                                                    |
| 曹永廉 | 程天就 | 阿就 律師(曾停牌)，編劇 方敏妤之男友                                          |
| 鍾麗淇 | 賈婉君 | 婉君 程日朗之妻 程大業之繼母，曾不和，後和好 紀德嫻乾女 水寧之情敵 暗戀程乃海 |
| 黃宇詩 | 程友薏 | 二妹 程友仁二妹 程天翔之女友                                                  |
| 古天祥 | 程子翔 | 黑仔，半唐番 患先天性心臟病 程友薏之男友                                      |
| 魯文傑 | 程子龍 | 阿龍 過氣歌手 曾斷手 巫慧婷之男友                                             |
| 鄧浩光 | 程日朗 | 朗哥 程大業之亡父 賈婉君之亡夫 程乃海之亡友 一次出海為救程乃海而溺斃          |
| 陳 堃  | 程大業 | 大業 程日朗之子 賈婉君之繼子，曾不和，後和好 暗戀Vivian                       |
| 程可為 | 紀德嫻 | 嫻姨 精神病患者 紀賢淑之姐 程乃海之姨母 賈婉君之契媽 暗戀水偉才               |
| 羅冠蘭 | 紀賢淑 | 淑姨 紀德嫻之妹 程乃海之母 水偉才之前女友                                     |
| 羅 蘭  | 巫阿女 | 巫婆 程子翔之祖母 巫慧婷同父異母之姐 程天就之大伯婆 假裝被水偉才附身          |
| 黃紀瑩 | 巫慧婷 | 巫姑姑 熱浪心吧老闆 巫阿女同父異母之妹 程子龍之女友                           |
| 張松枝 | 巫長根 | 根記 根記單車老闆 錢玉珠之夫 巫長富之兄                                       |
| 沈可欣 | 錢玉珠 | 根嫂 巫長根之妻                                                               |
| 麥子樂 | 巫長富 | 富仔 巫長根之弟，程大業之友                                                   |
| 余慕蓮 | 珍姑   | 涌尾村清潔工人                                                                |
| 黃嘉樂 | 權哥   | 熱浪心吧酒保                                                                  |

### 其他演員
| 演員   | 角色         | 暱稱／關係                                                       |
| 郭耀明 | 劉可發       | Fred 警察 又蠢又没腦又狡猾又無恥 水寧之前男友 針對程乃海，後和好 |
| 左慧琪 | Vivian Lee   | Vivian 水寧之表妹 程友仁、程大業之暗戀對象                       |
| 陳敏之 | 方敏妤       | Michelle 律師 程天就之女友 水寧之友                              |
| 江 漢  | 方衍烈       | 律師 方敏好之父 水偉才之友                                       |
| 白 茵  | 劉翁雅楠     | 劉可發之母 水寧之小學校長                                        |
| 鍾志光 | CK           | 水寧之上司                                                       |
| 蔡子健 | Eric         | 醫生 水寧之友                                                    |
| 簡慕華 | Mary         | 水寧之秘書                                                       |
| 古明華 | 豪哥         | 黑幫                                                             |
| 蔡國慶 | 朱翁         |                                                                  |
| 趙靜儀 | 娜姐         | 曾與程天就發生一夜情                                             |
| 河國榮 | Mr. Robinson |                                                                  |
| 尤程   | 興嫂         | 程友仁之友                                                       |
| 馬國明 | Adam         | 方敏妤之友                                                       |
| 伍濼文 | 酒樓侍應     |                                                                  |
| 劉桂芳 | 麵舖老闆     |                                                                  |
| 黎秀英 | 街坊         |                                                                  |
| 邵卓堯 | 街坊         |                                                                  |
| 黃梓瑋 | 街坊         |                                                                  |
| 關菁   | 大麻成       | 黑幫 曾與巫慧婷一起                                              |
| 李心怡 | 菜菜子       | 藍色和平成員 程乃海之友                                          |
| 蘇恩磁 | 文嬸         |                                                                  |